# Q'orianka Kilcher
Q'orianka Waira Qoiana Kilcher Vega (Schweigmatt, Baden-Wurtemberg; 11 de febrero de 1990) es una actriz, bailarina y cantante peruana-estadounidense nacida en Alemania.
Kilcher nació en Schweigmatt, un asentamiento rural cerca de los bosques negros en Baden-Wurtemberg, Alemania. Su padre Wachan Bajiyoperak Vega es un artista peruano nacido en Madre de Dios y de ascendencia quechua harakmbet, mientras que su madre, Saskia Kilcher, es activista por los derechos humanos de ascendencia suiza nacida en Alaska, Estados Unidos. Es prima segunda de la cantante Jewel.Tiene dos hermanos, Kainoa Kilcher y Xihuaru Kilcher, que son actores y acróbatas. Su abuelo materno fue el montañista de Alaska, Ray "Pirate" Genet, quien falleció de hipotermia cuando descendía del Monte Everest, el 2 de octubre de 1979.
Se hizo conocida por su interpretación de Pocahontas en la película El nuevo mundo (2005).Por su ascendencia e interés por la cultura indígena, fue apodada desde entonces como la «Pocahontas peruana».
En el ámbito de la política peruana, es defensora de los derechos de los indígenas.Realizó manifestaciones frente a la Casa Blanca por los hechos del Baguazoy exigió a Ollanta Humala que evitara los conflictos sociales durante la planificación del proyecto Conga.

## Filmografía

### Cine y televisión
- El Grinch (How the Grinch Stole Christmas, 2000), como miembro del coro.
- Madison Heights, 2002, como Maria Betancourt.
- El nuevo mundo (The New World, 2005), como Pocahontas.
- Princess Kaiulani (2009), como Victoria Kaʻiulani.
- Sons of Anarchy, 2010, como Kerrianne Larkin.
- Shouting Secrets, 2011, como Pinti.
- Neverland, 2012, como Aaya.
- Blaze You Out, 2012, como Demi.
- Firelight, 2012, como Caroline.
- The Killing, 2012, como Mary.
- Tarantula, 2013, como Gabby (preproducción).
- The Power of Few, 2013, como Alexa (también productora).
- Running Deer, 2012, como Rayen.
- Te Ata, 2014, como Mary "Te Ata" Frances Thompson.
- Unnatural, 2015, como Lily.
- Hostiles, 2017, como Mujer Ciervo, esposa de Halcón Negro y nuera de Halcón amarillo.
- The Alienist, 2018, como Mary Palmer.
- La bóveda, 2018, como Susan Cromwell.
- Dora y la ciudad perdida, 2019, como Cavillaca.
- Color Out of Space, 2020, como la alcaldesa Tooma.